# Adam Schilling

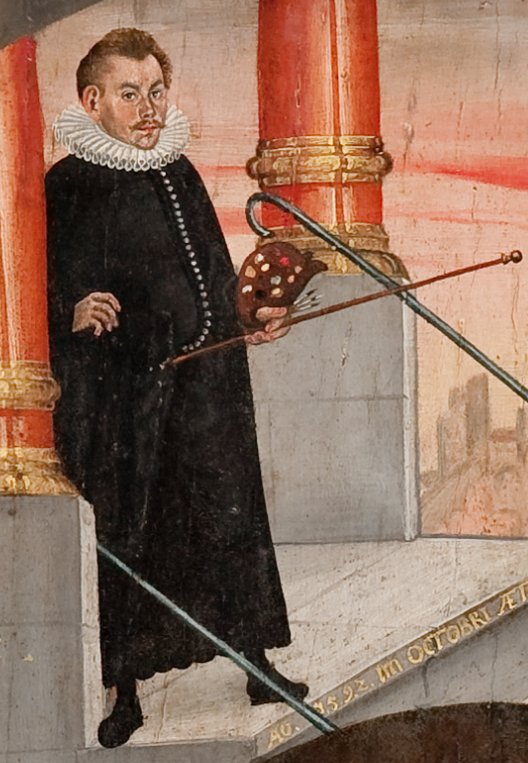
Selbstbildnis Adam Schilling, 1594

Adam Schilling (* Oktober 1566 in Kirchhain; † März 1637 in Hamburg) war ein kursächsischer Kunstmaler der ausgehenden Renaissance.

## Leben
Geboren wurde er als Sohn des lutherischen Oberpfarrers von Kirchhain und entstammte der Familie der Rochlitzer Schilling. 1574 wechselte der Vater auf die Pfarrstelle von Finsterwalde, wo in der Person des Samuel Heber d. Ä. ein Maler ansässig war, bei dem Adam Schilling vielleicht die ersten Erfahrungen in seinem späteren Beruf sammelte. Nach seinem weitestgehend unbekannten Bildungsweg ließ er sich 1594 in Freiberg nieder, wo er in der heutigen Pfarrgasse 1 eine Werkstatt eröffnete. Bereits 1608 zwangen ihn jedoch finanzielle Engpässe und hoher Konkurrenzdruck zum Umzug nach Großenhain, wo er seine Werkstatt fortführte. Im März 1637 starb er auf einer Reise in Hamburg, wo er auch beerdigt wurde. Verheiratet war er seit 1592 mit Sara Koswig (1573 bis 1626), der Tochter eines aus Finsterwalde stammenden Pfarrers, der nahe Großenhain in Skäßchen im Kirchendienst stand. Das Paar hatte mindestens fünf Kinder, von denen der Erstgeborene, Adam der Jüngere, die Malerwerkstatt nach 1637 weiterführte. Unter seinen Enkeln, von denen mehrere ebenfalls Kunstmaler wurden, ist insbesondere Christian Schilling durch seine Bemalung der Bilderdecke in der Dorfkirche Löbnitz bekannt. Die von Adam Schilling begründete Werkstatt in Großenhain erlosch mit dem Tod des letzten Inhabers Johann Christoph Schilling im Jahr 1722.

## Werk
Schillings bekanntestes und größtes Werk ist die manieristische Ausmalung der Kirchendecke in der Stadtkirche von Geithain, für die er zahlreiche Stichvorlagen verwendete. Für Schilling lassen sich unterschiedliche Aufträge belegen, neben großflächigen Fassadengestaltungen und einfachen Handwerkstätigkeiten bis hin zu Epitaphien, Gemälden und Porträts. Von seinen Werken haben sich nur wenige erhalten.

Bilderdecke in St. Nikolai Geithain, von 1595
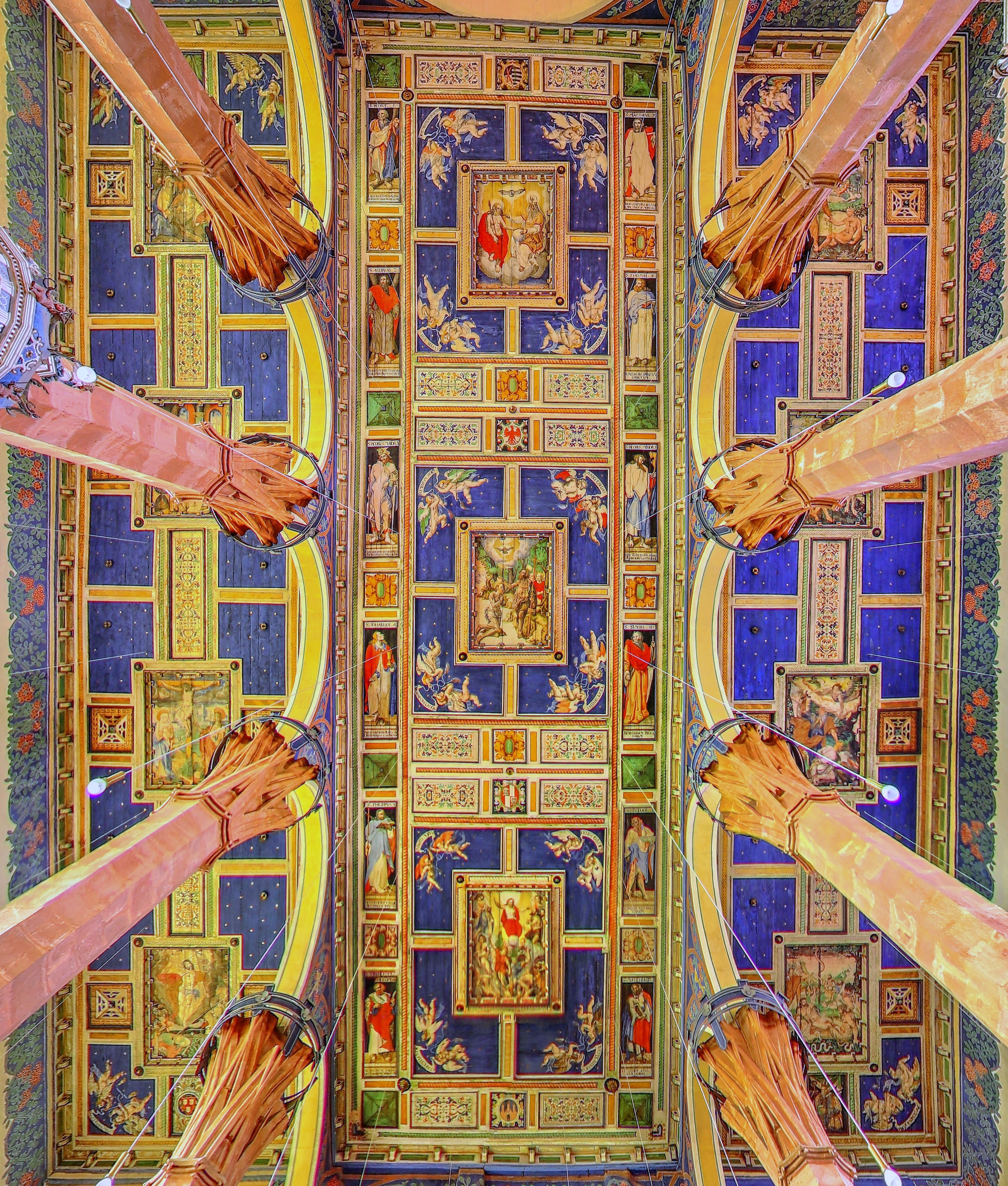
Gesamtansicht
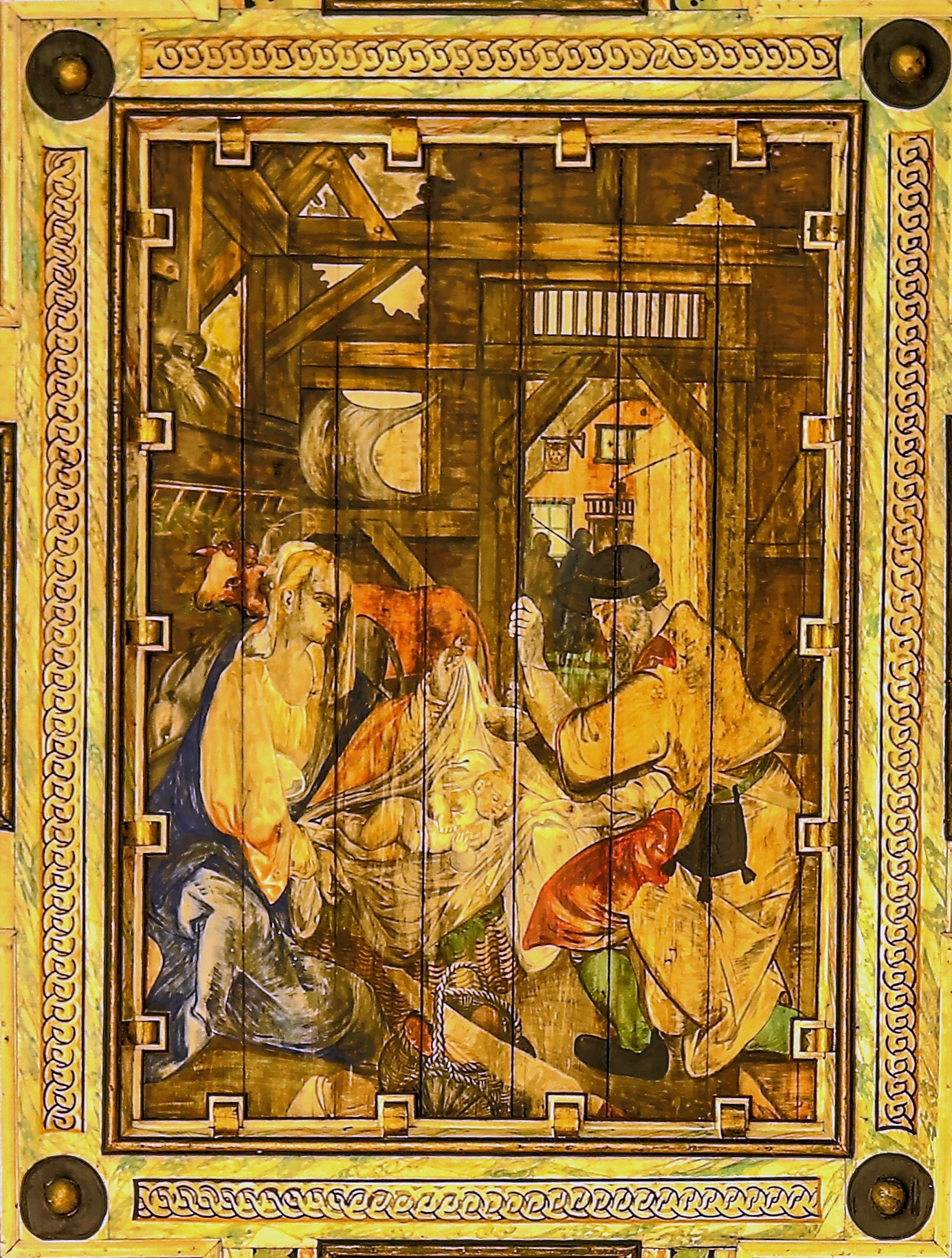
Geburt Jesu
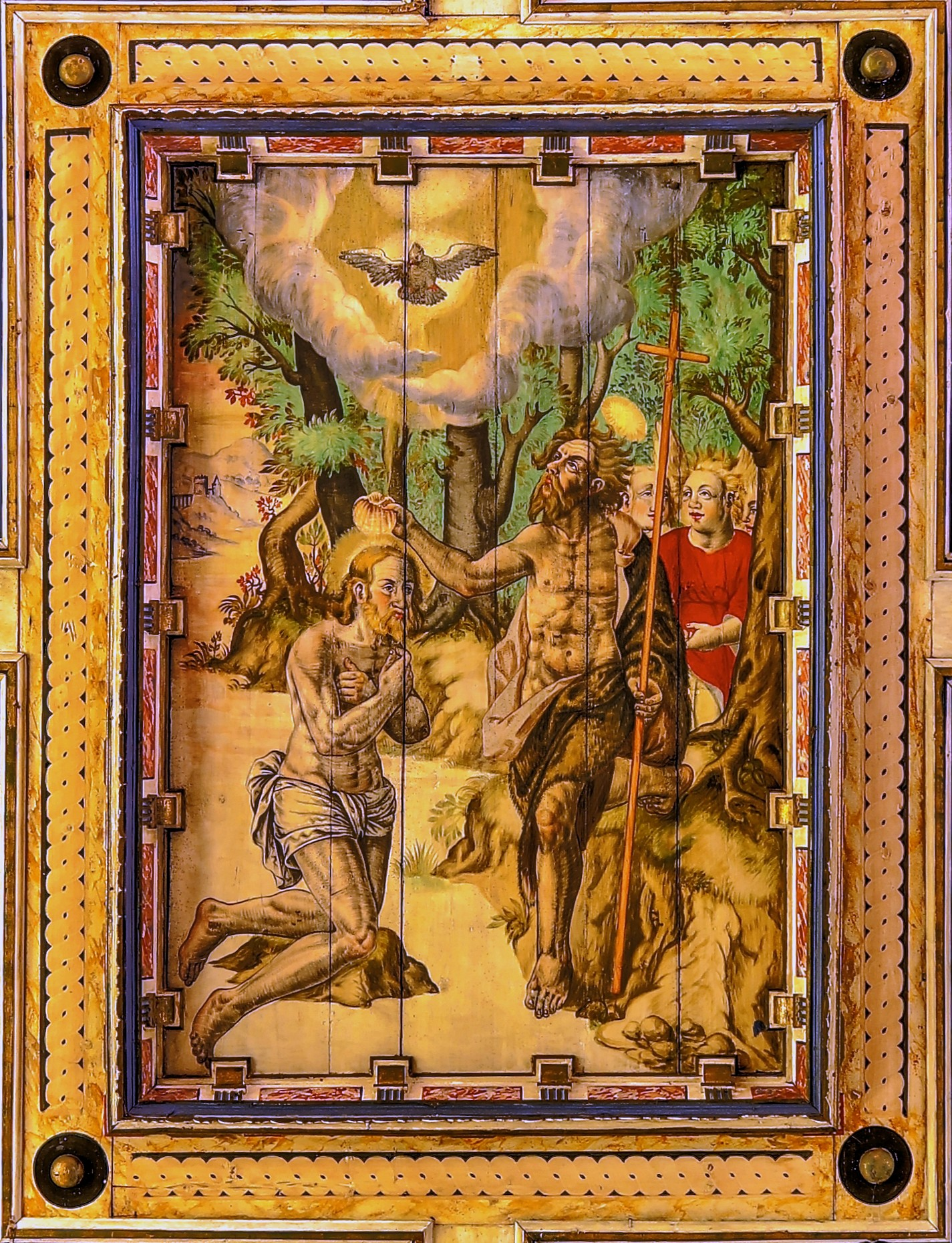
Taufe Jesu
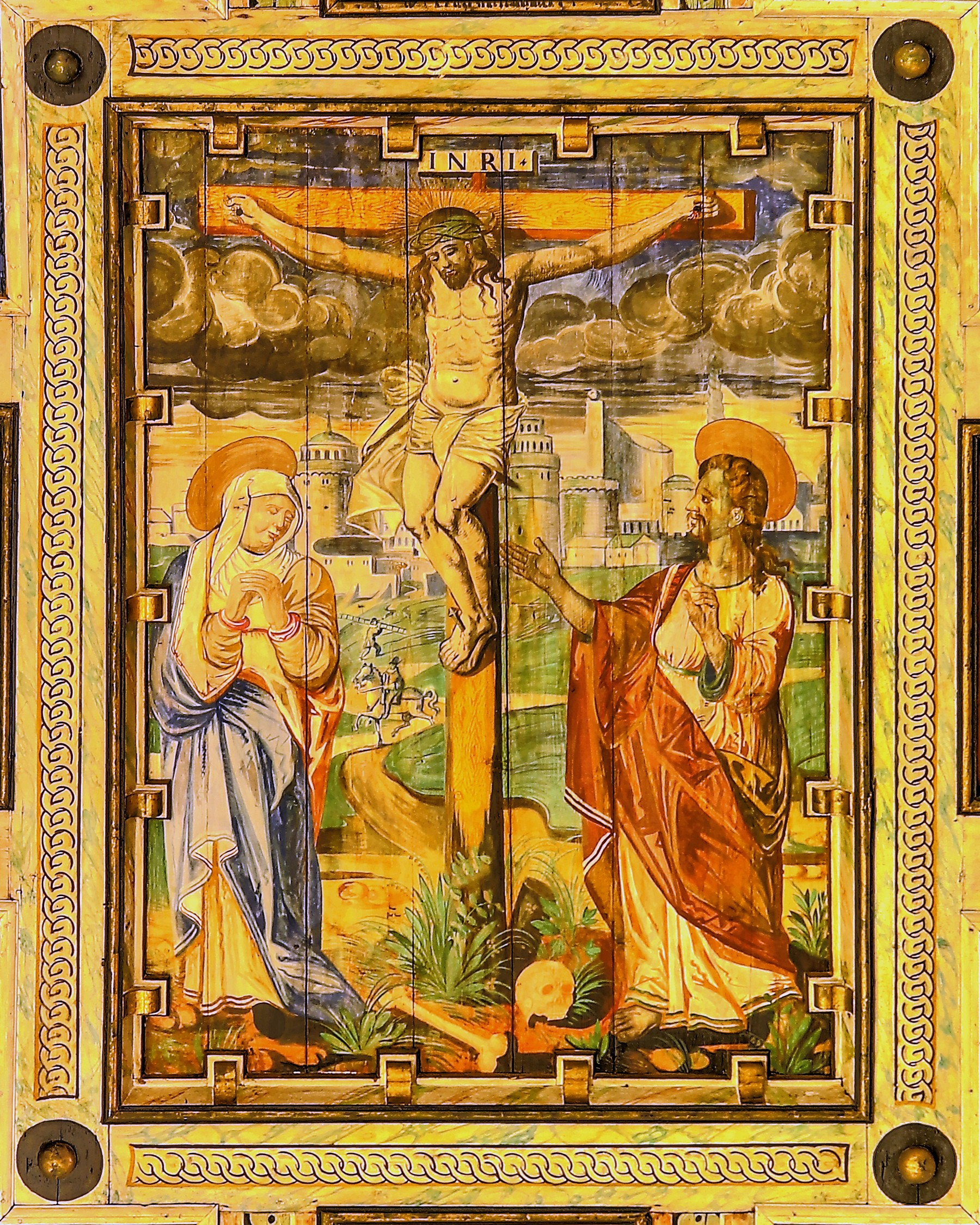
Kreuzigung
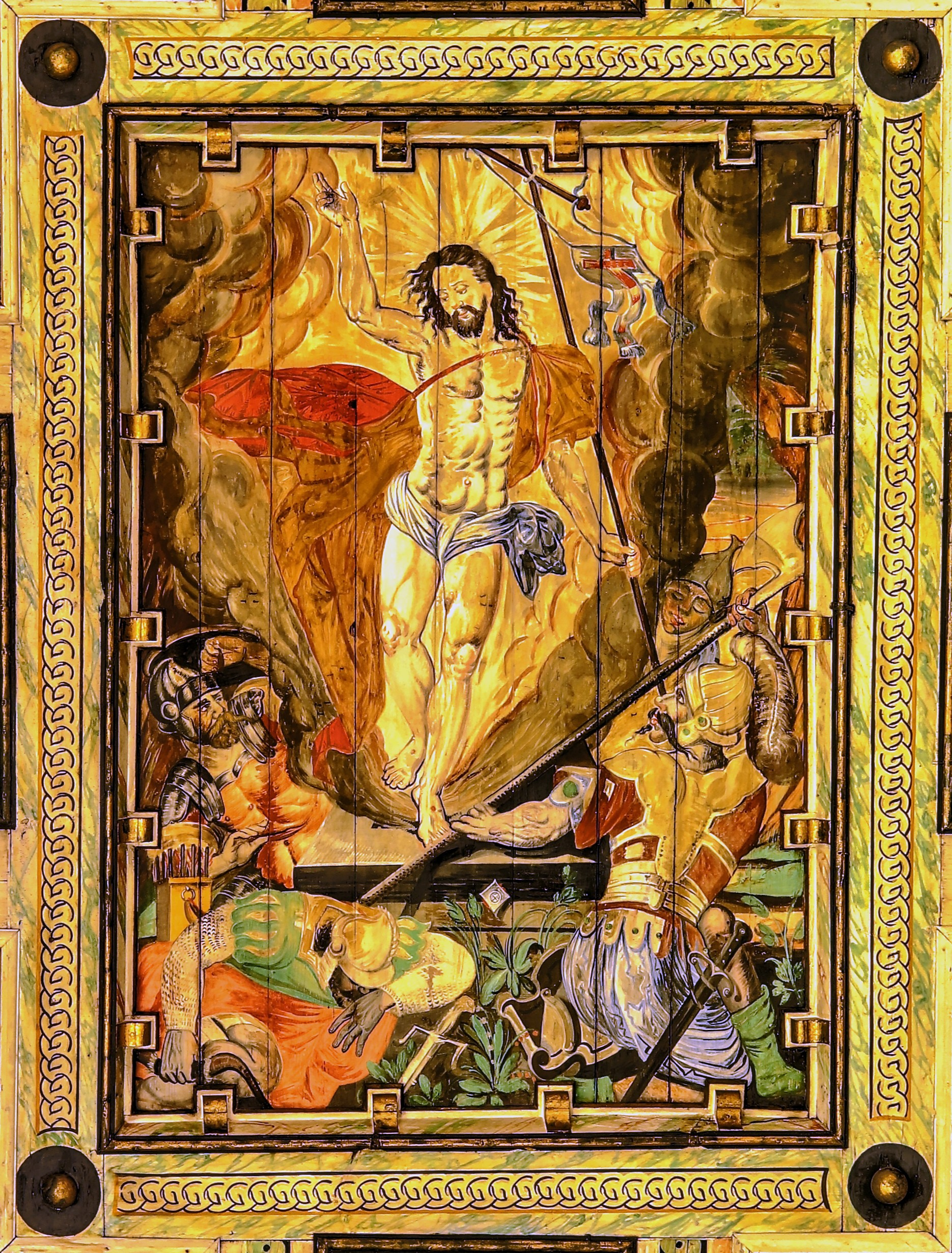
Auferstehung
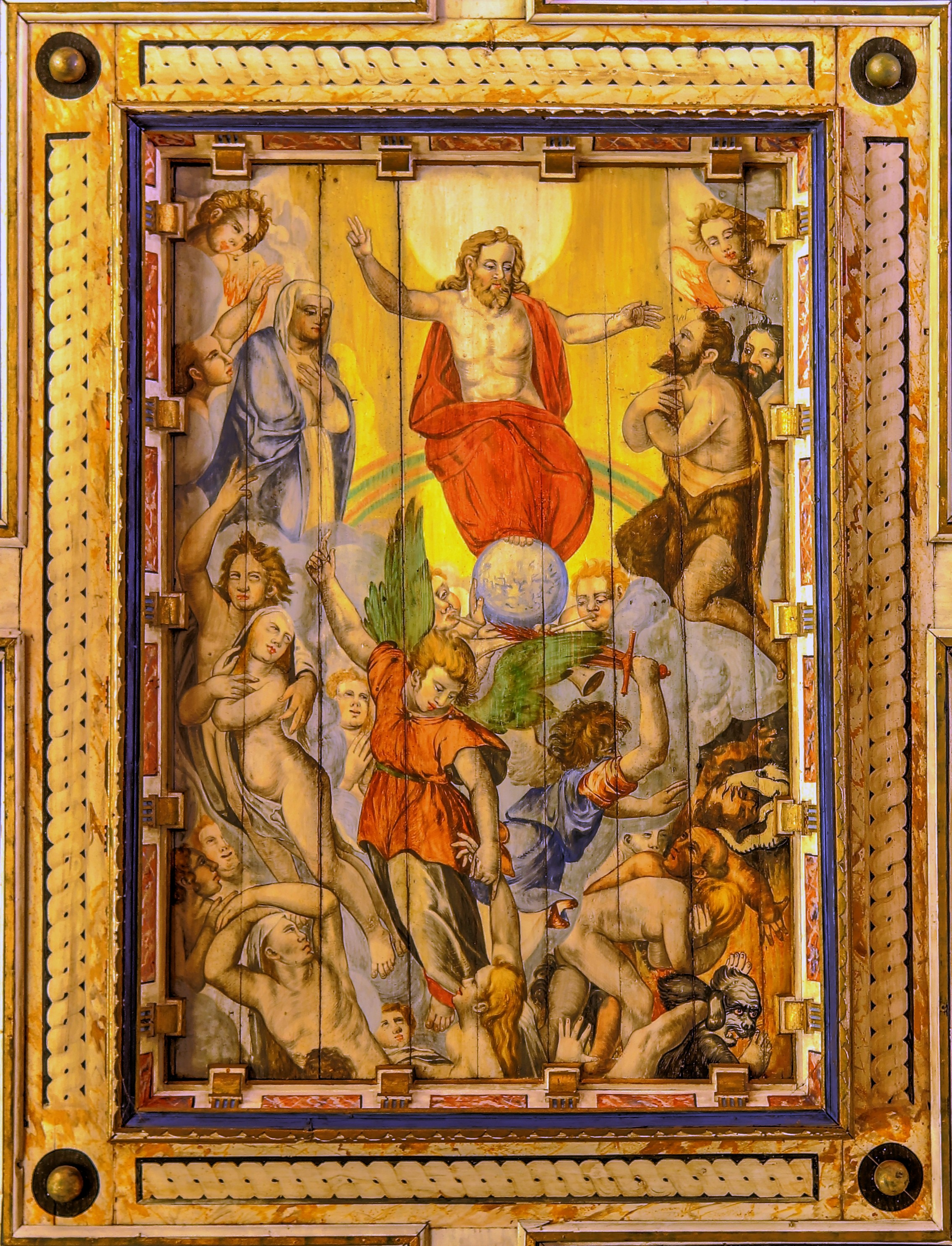
Jüngstes Gericht
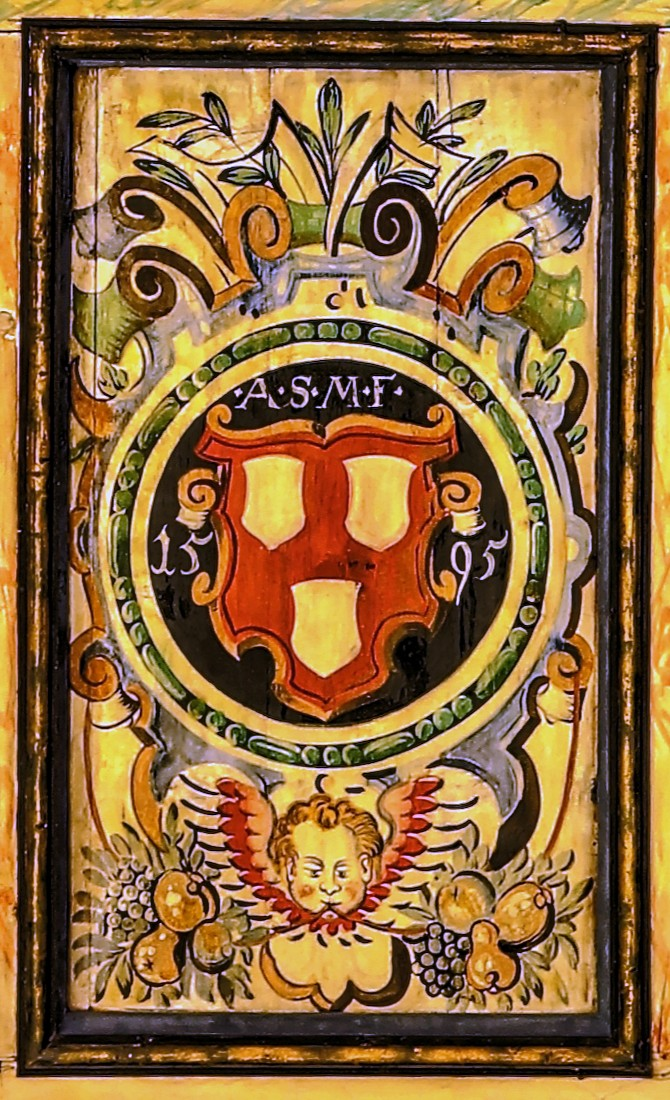
Künstlerwappen